# 云南莠竹
云南莠竹（学名：Microstegium yunnanense）为禾本科莠竹属下的一个种。其种加词“yunnanense”意为“云南的”。
现接受名为柄莠竹（Microstegium petiolare (Trin.) Bor, 1938）。